# O.F. Mossberg & Sons

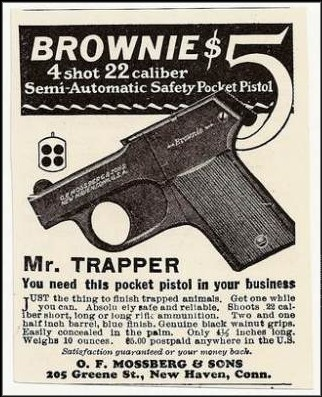
Publicité pour le pistolet semi-automatique Mossberg Brownie .22LR (entre 1920 et 1923).

O.F. Mossberg & Sons est un fabricant de carabines et fusils de chasse basé à North Haven (Connecticut) depuis 1919. Ses fondateurs sont Oscar F. Mossberg, un immigré suédois arrivé en 1886 aux États-Unis, et ses fils Iver et Harold. En 1989 est fondée une filiale texane, Maverick Arms.

## Quelques modèles
- Mossberg 500
- Mossberg 5500
- Mossberg 472
- Mossberg 44